# Sohini Ray
Sohini Ray (Calcutá, 25 de agosto de 1966) é uma dançarina clássica de Manipuri, pesquisadora de dança e antropóloga da Índia na qual reside em Los Angeles, Estados Unidos.

## Primeiros anos
Ray estudou dança Manipuri desde os sete anos de idade em Manipuri Nartanalaya, escola de dança em Calcutá, com Guru Bipin Singh, Darshana Jhaveri e Kalavati Devi. Ela passou por sua cerimônia de iniciação com Guru Bipin Singh aos onze anos e começou a se apresentar profissionalmente aos quatorze. Ela também foi assistente de pesquisa do Guru Bipin Singh aos quatorze anos e recebeu a bolsa nacional em dança Manipuri do Ministério da Cultura, Governo da Índia em 1982. Ao mesmo tempo, ela estudou na Escola Secundária Moderna para meninas, em Calcutá, onde também atuou em funções escolares.

## Carreira acadêmica
Ray é graduada em antropologia pela Universidade de Calcutá, sendo bacharel na área. Mais tarde, ela recebeu seu mestrado em dança e doutorado em antropologia pela Universidade da Califórnia, em Los Angeles (Sanamaísmo). Ela foi membro do Centro para o Estudo das Religiões Mundiais, em Harvard Divinity School e membro do corpo docente no Instituto de Pesquisa em Humanidades da Universidade da Califórnia, Irvine. Ela deu aulas na instituição de ensino superior da Califórnia em Irvine, Santa Barbara e Santa Monica College, além de ter realizado muitas publicações.

## Carreira na dança
Sohini Ray é fundadora e diretora artística do Manipuri Dance Visions – Instituto de Dança Manipuri no sul da Califórnia. Ela executou, coreografou e dirigiu muitas produções na dança clássica de Manipuri, nomeadamente Harao-kummei: celebrações alegres na dança de Manipuri, Gita-Govinda, Krishna-Ningshingba e realizou e excursionou pela Europa e América do Norte e Índia.

## Prêmios e realizações acadêmicas
- Prêmio Jubileu, Universidade de Calcutá, Índia, 1988[1]
- Bolsa Nacional, Universidade de Calcutá, Índia, 1988[1]
- Medalha de ouro da Universidade de Calcutá, Índia, 2011.
- Prêmio JB Donne em antropologia da arte, Instituto Real de Antropologia da Grã-Bretanha e Irlanda, 2009.[8]

## Prêmios e conquistas de dança
- Bolsa nacional do governo da Índia de 1982-1986[1]
- Primeiro prêmio em dança Manipuri, Sangeetotsav, 1988[1]
- Prêmio Shringar-Mani, Kal-ke-kalakaar Sangeet Sammelan, Mumbai, 1988
- Naratan Acharya, Manipuri Nartanalaya, Calcutá, 1999.
- Prêmio Elaine Weissman Los Angeles Treasures, California Traditional Music Society, 2007[9]
- Nomeação, Prêmio Lestor Horton, 2007
- Vencedor, Prêmio Lestor Horton, 2008[10]
- Nomeação, prêmio Lestor Horton, 2010.